# Haddon Hall
Haddon Hall je venkovské šlechtické sídlo na řece Wye poblíž Bakewell v hrabství Derbyshire v Anglii a bývalé sídlo vévody z Rutlandu. Je domovem Lorda Edwarda Mannerse a jeho rodiny. Svou podobou středověkého sídla bývá popisováno jako „nejvíce dokončený a nejzajímavější dům své doby”.
Sídlo je známé jako Thornfield Hall z několika filmových adaptací románu Jana Eyrová.

## Historie

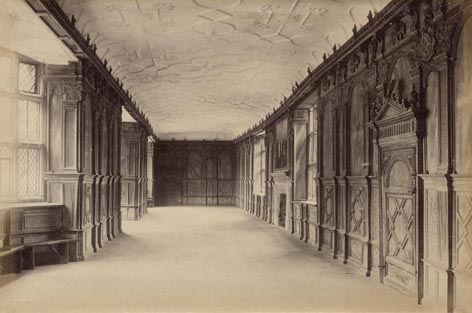
Haddon Hall, Dlouhá galerie, kolem roku 1890

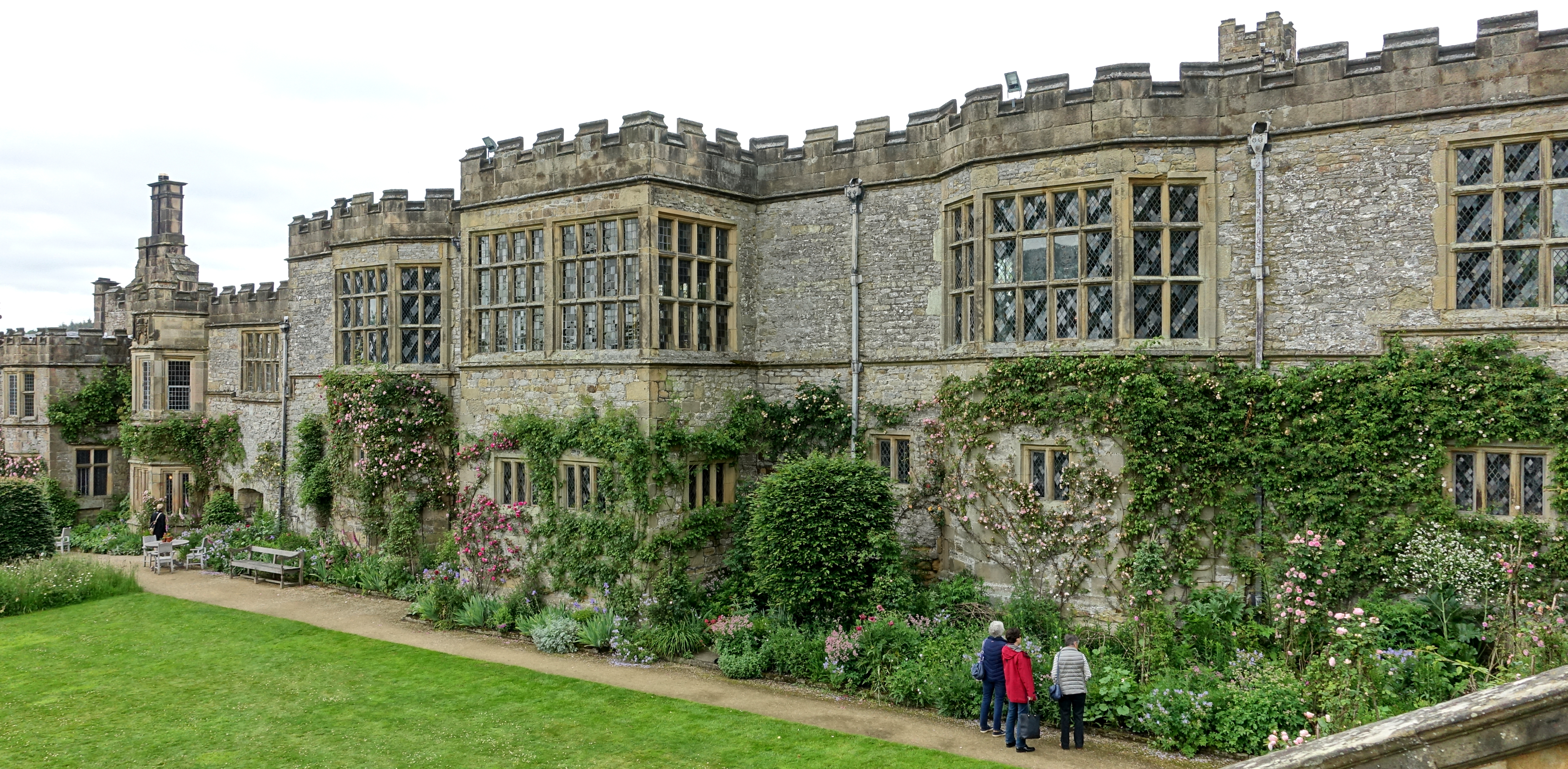
Horní zahrada

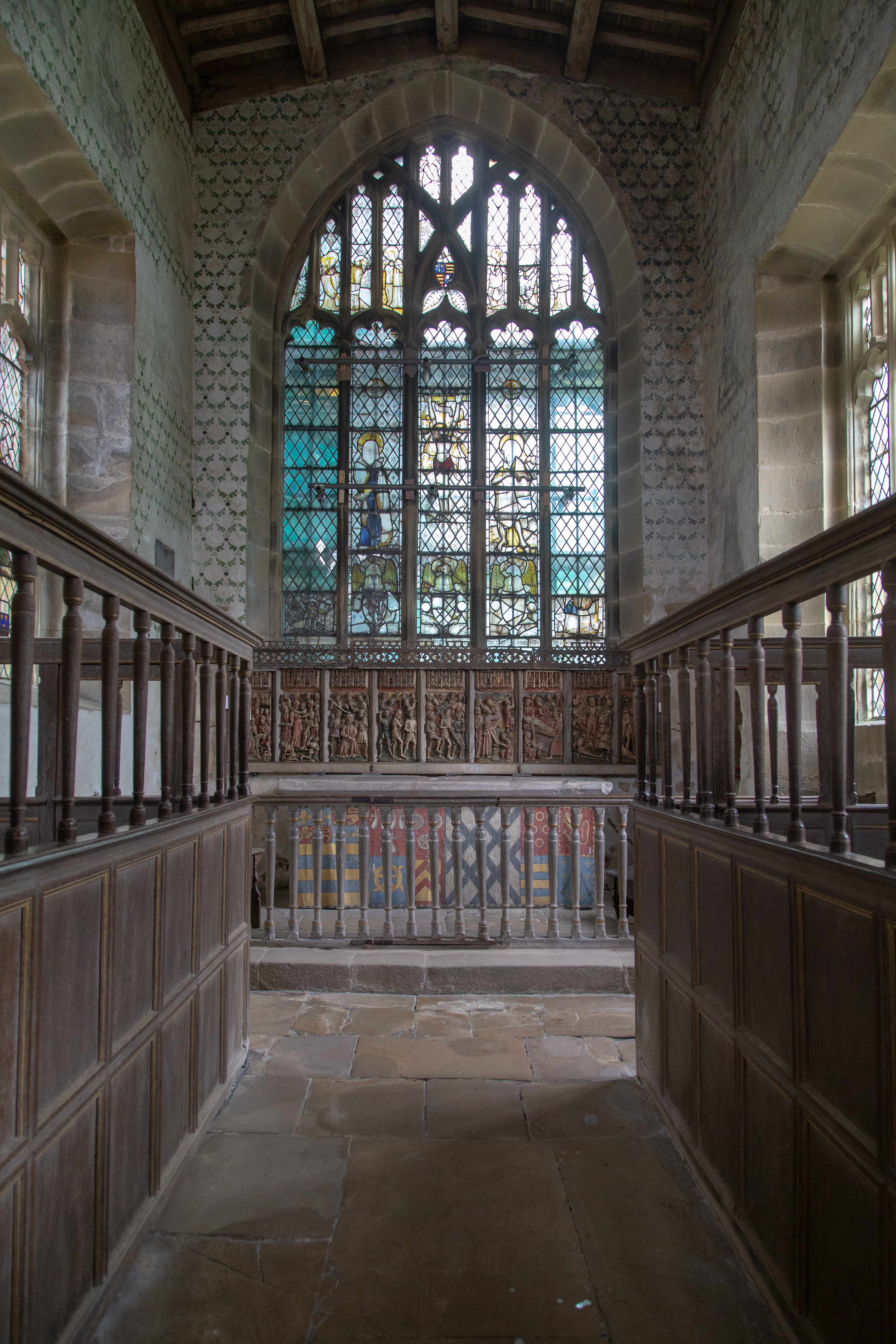
Kaple

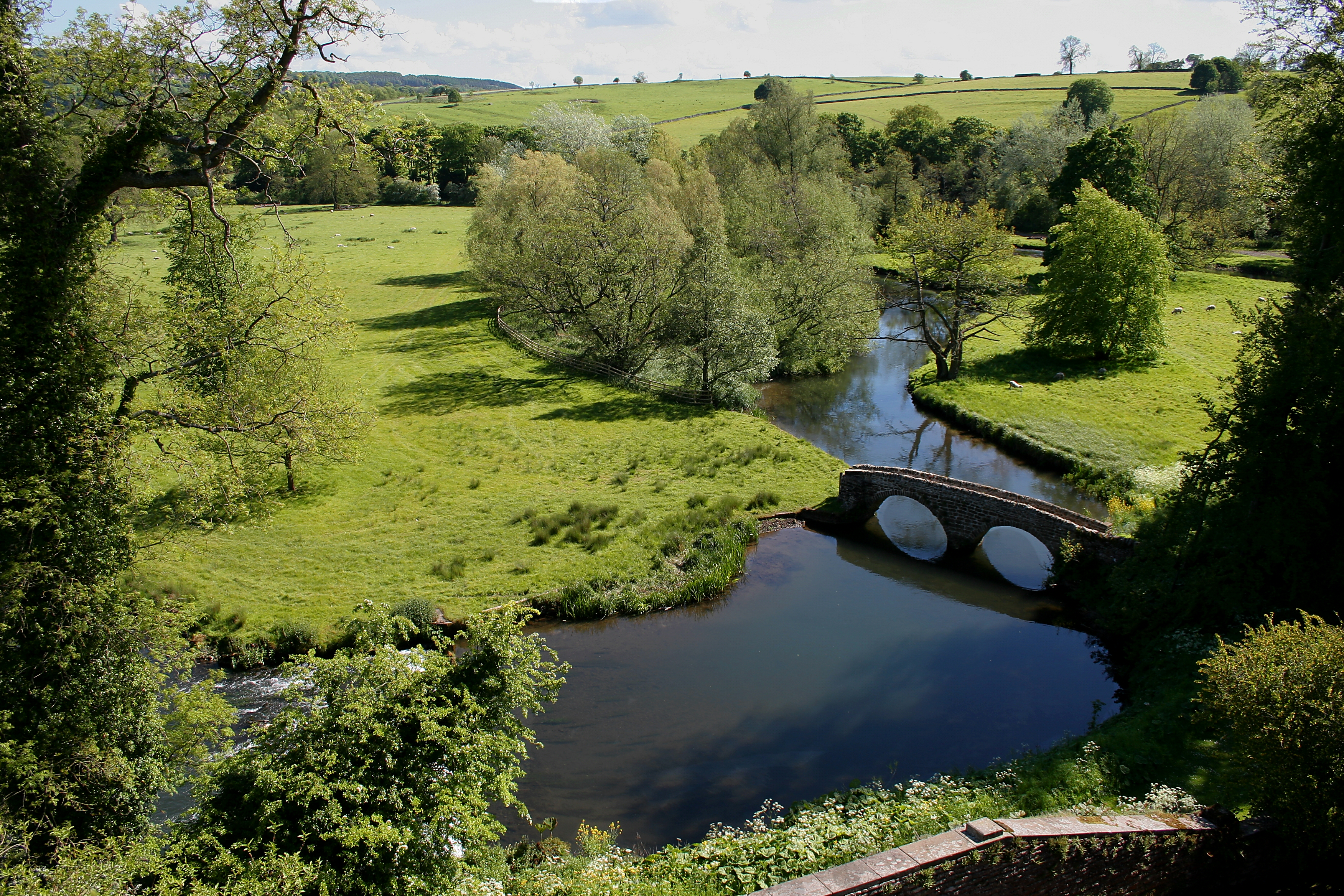
Výhled z Haddon Hall na kamenný most přes řeku Wye

Počátek sídla začíná sahá do 11. století. V roce 1087 bylo sídlo v držení Williama Peverela, jak vyplývá z výzkumu záznamů z Domesday Book. Ačkoli se nikdy nejednalo o hrad, sídlo Haddon bylo chráněno zdí, poté co byla udělena licence na její stavbu v roce 1194. V roce 1153 sídlo připadlo koruně a později bylo předáno do rukou Peverelova nájemce, rodiny Avenell. Sir Richard de Vernon získal sídlo v roce 1170 po jeho sňatku s Avice Avenell, dcerou Williama Avenella. Vernonové vybudovali většinu sídla, kromě Peverilovy věže a části kaple, které zde stály již předtím, a také kromě Dlouhé galerie, která byla zbudována až v 16. století. Richardův syn, Sir William Vernon byl šerifem v Lancashiru a vrchním sudím v Chesteru. Mezi pozdější prominentní členy rodu patří Sir Richard Vernon (1390–1451), který byl také šerif, poslanec a předseda poslanecké sněmovny. Jeho syn Sir William byl rytířem Anglie a nastoupil po něm jako pokladník Calais a poslanec za Derbyshire a Staffordshire. Jeho vnuk Sir Henry Vernon, držitel Řádu lázně (1441–1515) byl guvernér a pokladník Arthura, prince z Walesu a oženil se s Anne Talbot, dcerou hraběte ze Shrewsbury. Také nechal přestavět Haddon Hall.
Sir George Vernon (kolem 1503–1565) měl dvě dcery, Margaret a Dorothy. Dorothy se provala za Johna Mannerse, druhého syna Thomase Mannerse, 1. hraběte z Rutlandu v roce 1563. Sir George údajně tento svazek neschvaloval, zřejmě proto, že Mannersové byli protestanti zatímco Vernonové byli katolíci, nebo také proto, že druhý syn hraběte měl nejasné finanční vyhlídky. Podle legendy, Sir George zakázal Johnu Mannersovi, aby se dvořil Dorothy, známé pro její krásu a laskavost a stejně tak zakázal své dceři, aby se s Mannersem vídala. Když Sir George pořádal bál na Haddon Hall v roce 1563, schována davem, utekla Dorothy přes zahrady až ke kamennému mostu, kde jí už očekával Manners. Poté spolu odjeli pryč, aby se mohli vzít. Pokud k tomuto útěku skutečně došlo, pár se brzy usmířil se Sirem Georgem, protože za dva roky po jeho smrti zdědili celé panství. Jejich vnuk, také John Manners z Haddonu, zdědil hraběcí titul v roce 1641, když zemřel jeho vzdálený bratranec George, 7. hrabě z Rutlandu, mezi jehož panství patřil hrad Belvoir.
Jeho synem byl John, 9. hrabě, který byl v roce 1703 jmenován vévodou z Rutlandu. Přestěhoval se na hrad Belvoir a jeho dědicové používali Haddon Hall jen velmi zřídka. Z toho důvodu zůstala podoba sídla téměř nezměněna v podobě ze 16. století, když sídlo přešlo do rukou Mannersových. Ve 20. letech 20. století si John Manners, 9. vévoda z Rutlandu, uvědomil význam sídla a začal s jeho důkladnou celoživotní obnovou s pomocí odborníka na obnovy staveb, architekta Harolda Brakspeara.
Vytvořil také topiarovou zahradu, ke které připojil původní budovu stájí. Haddon Hall zůstává v majetku Mannersů dodnes a je domovem Lorda Edwarda Mannerse, bratra 11. vévody z Rutlandu.
Sídlo je od roku 1951 vedeno jako památka I. stupně. Zahrady patří do registru historických parků a zahrad zvláštního významu v Anglii.

## Stavební podoba
Sídlo stojí na svažitém pozemku, kde je vystavěno okolo dvou nádvoří. Na horním nádvoří (severovýchod) se nachází Peverelova věž, Orlí věž a Dlouhá galerie. Na malém nádvoří (jihozápad) se nachází kaple. Mezi obě nadvoří je vsazena Velká síň. Jak bylo zvykem v době, kdy bylo sídlo postaveno, mnoho pokojů je přístupných pouze zvenčí, nebo jsou průchozí skrze ostatní pokoje.

## Ve filmu
- 1985 – Treasure Houses of Britain (dokumentární TV seriál) – Haddon Hall je v poslední epizodě
- 1986 – Princezna nevěsta – interiér a exteriér se objevil ve filmu jako princův hrad
- 1990 – Letopisy Narnie - Stříbrná židle (TV seriál) – Haddon se objevil v adaptaci Lewisovy knihy Letopisy Narnie z produkce BBC
- 1996 – Jana Eyrová – Režisér Franco Zeffirelli si vybral Haddon jako hlavní filmovou lokaci
- 1998 – Královna Alžběta
- 2005 – Pýcha a předsudek
- 2006 – Osudová láska Jany Eyrové (TV sériál) – jako Thornfield Hall v televizní sérii Diedericka Santera z prodkuce BBC[12]
- 2011 – Jana Eyrová – opět jako Thornfield Hall ve filmu režiséra Cary Fukunagy[13]
- 2017 – Střelný prach (TV seriál)[14]
- 2023 – Královnin gambit